# FC Tulln
Der FC Tulln ist ein Fußballverein aus Tulln an der Donau. Im Laufe seiner Geschichte brachte der ehemalige Zweitligist mehrere namhafte Spieler hervor.

## Namenshistorie
Kurz nach dem Ersten Weltkrieg wurde der SV Tulln aus der Taufe gehoben. Nach mehreren Fusionen (1954 mit SGZ Tulln zum SC Tulln, 1988 mit ATSV Tulln zum SC/ATSV Tulln) nahm der Verein im Jahr 1994 den heutigen Namen an.

## Spielklassen
In den 20er und 30er Jahren des 20. Jahrhunderts nahm der SV Tulln an den unteren Ligen des NÖFV teil, während des Zweiten Weltkrieges scheint der Spielbetrieb zum Erliegen gekommen zu sein. 1949 kam der Aufstieg in die Landesliga. Damit war der Verein zum ersten Mal für kurze Zeit in der zweithöchsten Leistungsstufe vertreten. Nach einem Abstieg 1953 und dem Wiederaufstieg zehn Jahre danach konnte man sich in der Landesliga behaupten und diese in der folgenden Saison sogar gewinnen. Es folgten neun Jahre in der Regionalliga Ost bis zum Meistertitel 1974/75. Von 1975 bis zur Saison 1977/78 spielte der damalige SC Tulln in der 2. Division. Am 15. August 1975 konnte der SC Tulln im Österreichischen Cup den Bundesligisten Austria Wien mit 4:3 eliminieren. Nach dem erneuten Abstieg in die Regionalliga konnte sich der Verein bis zu deren Auflösung zum Saisonende 1979/80 in dieser halten, danach nahm man einmal mehr an der nunmehr drittklassigen Landesliga teil. Nach fünf Jahren wurde zur Saison 1985/86 die Regionalliga wieder eingeführt und der SC Tulln erneut in diese eingegliedert. 1987/87 trat man in einer Spielgemeinschaft mit dem bis dahin viertklassigen ASV Vösendorf zur Meisterschaft an. Tulln übernahm dabei den Platz in der Landesliga. Nach der Beendigung der Spielgemeinschaft und der Fusion mit dem ATSV Tulln im Jahr 1988 war der FC Tulln meist im Mittelfeld der Landesliga zu finden, bis 2005/06 mit dem 15. Tabellenrang den Abstieg in die Fünftklassigkeit folgte. In der Spielzeit 2012/13 stieg der FC als Tabellenletzter aus der 2. Landesliga Ost in die Gebietsliga Nord/Nordwest, der 6. Leistungsstufe, ab. Bis heute (Stand 2022) hat man sich in dieser Liga etabliert. In der Saison 2013/14 verpasste man als Tabellenzweiter hinter dem SV Stripfing den Wiederaufstieg, die nächsten zwei Jahre war man mit dem 3. Tabellenplatz wieder ein Aufstiegskandidat. Der sportliche Leistungssturz folgte in der Spielzeit 2016/17, als man am vorletzten Spieltag sich noch auf einem Abstiegsplatz in die 1. Klasse Nordwest befunden hat. Derzeit verweilt der Fußballklub Jahr für Jahr im unteren Mittelfeld der Tabelle, jedoch in sicherer Entfernung zu den Schlusslichtern der Gebietsliga.

## Erfolge
- 3 Saisonen in der 2. Division
- 1 × ÖFB-Cup Viertelfinale 1968/69[5]
- 1 × Meister Regionalliga Ost 1975
- 1 × Meister Landesliga Niederösterreich 1965

## Bekannte Spieler
| - Alfons Dirnberger 1957–1958; 1974–1976 - Martin Eberhardt 2013 - Erich Fak 1975–1977 - Rainer Ginsthofer 2014–2017 - Rudolf Ginsthofer bis 1992 - Oliver Graf 2005–2006 | - Horst Gruber 1992–1993 - Rafael Leandro Thomaz 2011 - Johann Löser (Trainer 1977–1978) - Stefan Maierhofer 1996–1999 (Jugend); 2001–2002 - Ehinabo Omoighe 2016–2017 - Rafael Pollack 1998–2003 (Jugend); 2011–2012 | - Arben Selmani 2007 - Maciej Sobczyk 2013–2016 - Werner Walzer bis 1969 - Michael Zechner 2012 - Andrej Hesek 2010– - Andreas Dober 2023 |